# Народний артист Росії

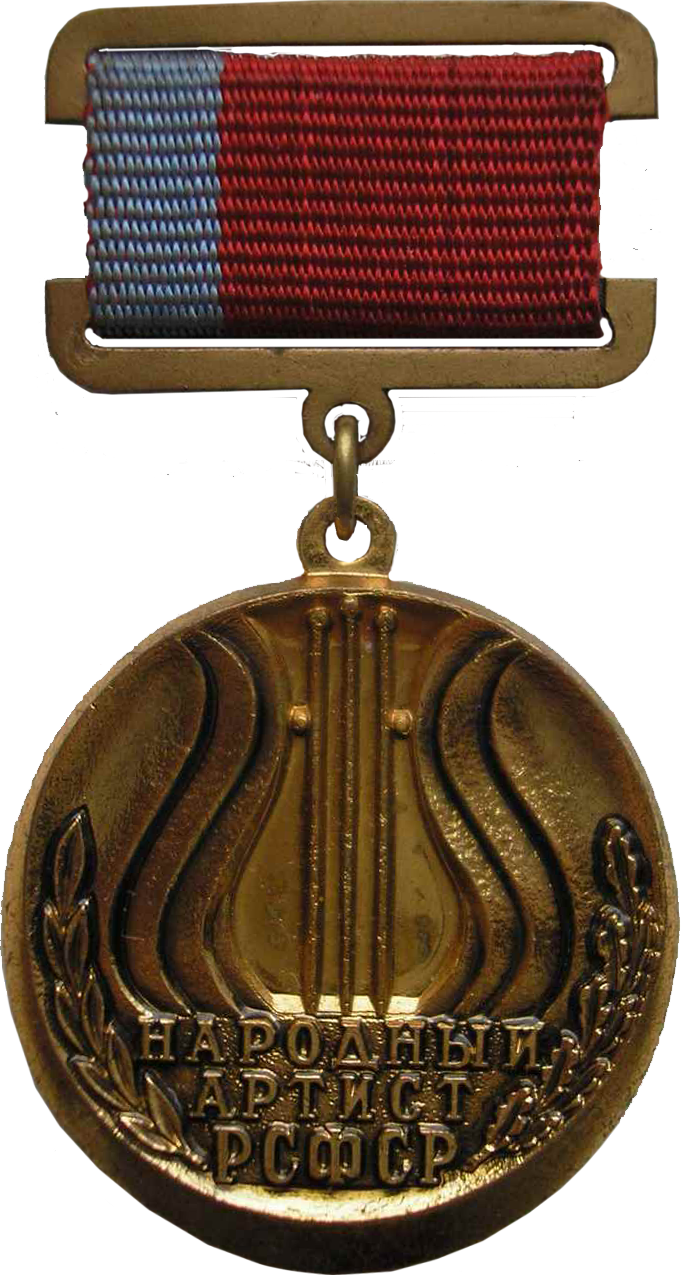
Нагрудний знак «Народний артист РРФСР» (1981-1992)

«Народний артист Російської Федерації» — почесне звання в Росії, яке надається не раніше чим через п'ять років після присвоєння почесного звання «Заслужений артист Російської Федерації» або «Заслужений діяч мистецтв Російської Федерації» артистам, режисерам, балетмейстерам, диригентам, хормейстерам, музичним виконавцям, що створили високомистецькі образи, спектаклі, кінофільми, телеспектаклі, телефільми, концертні, естрадні, циркові програми, музичні, телевізійні й радіовистави, які внесли видатний вклад у російську художню культуру й одержали широке суспільне визнання.
Звання було встановлено Указом Всеросійського центрального виконавчого комітета 10 серпня 1931 року й іменувалося «Народний артист РРФСР». З 1992 року — сучасна назва.
Нагрудний знак «Народний артист РРФСР» було встановлено Указом Президії Верховної Ради РРФСР30 січня 1981 року.